# فرنسيس واتسون (محرر)
فرنسيس واتسون (بالإنجليزية: Francis Watson)‏ هو محرر بريطاني، ولد في 1956.